# Тату (группа)
«Тату́» (стилизованно t.A.T.u.) — российский музыкальный коллектив, состоявший из Юлии Волковой и Елены Катиной. Группа создана в 1999 году продюсером Иваном Шаповаловым совместно с композитором Александром Войтинским. Первоначально группа использовала имидж лесбиянок, но со временем отказалась от него.
«Тату» является наиболее успешной российской поп-группой, добившейся мировой популярности. Их синглы, как англо-, так и русскоязычные возглавляли хит-парады в России, Австралии, Великобритании, Германии, США и других странах. Их дебютный англоязычный сингл «All the Things She Said» стал одним из самых успешных синглов года и возглавлял главные музыкальные чарты мира. «Тату» является первой и единственной российской группой, получившей награду IFPI за число проданных альбомов.
В мае 2003 года группа участвовала в конкурсе песни «Евровидение», заняв третье место. В 2004 году группа объявила о творческом перерыве во время съёмок шоу «„Тату“ в Поднебесной». В 2004 году участницы разорвали контракт со своим продюсером Иваном Шаповаловым. В октябре 2005 года они выпустили свой второй международный альбом Dangerous and Moving, получивший статус платинового и породивший несколько международных хитов. В марте 2009 года менеджер группы[кто?] заявил о планах обеих певиц начать сольные проекты и прекратить работу группы в полномасштабном режиме. В 2011 году «Тату» официально распались, Катина и Волкова начали сольные карьеры. Они воссоединялись в последующие годы, чтобы выступить по особым случаям, таким как церемония открытия Зимних Олимпийских игр 2014 года в Сочи.

## История

### Создание группы
Дуэт «Тату» был создан сценаристом рекламных роликов Иваном Шаповаловым в 1999 году совместно с композитором Александром Войтинским. Шаповалов и Войтинский провели кастинг на роль солистки, в результате которого была выбрана Лена Катина. Было записано несколько песен, в том числе «Югославия», осуждающая американские бомбардировки Югославии в 1999 году. Позже Иван Шаповалов решил создать дуэт и предложил Лене Катиной пригласить в группу другую девушку. Она пригласила Юлю Волкову (которая до этого тоже участвовала в кастинге), её кандидатура была одобрена Шаповаловым. Юле Волковой в тот момент было 14 лет, а Елене Катиной — 15 лет. Для дуэта Шаповалов придумал создать лесбийский имидж. Девушки были знакомы до создания «Тату», обе выступали в детском вокально-инструментальном ансамбле «Непоседы». Название группы, как говорили затем участницы дуэта, может означать «Та любит Ту».
Текст песни «Я сошла с ума» написали журналистка Елена Кипер и студент ВГИКа Валерий Полиенко, музыку — Сергей Галоян. Финансовым спонсором выступил бизнесмен Борис Ренский. Для управления творческим процессом была создана компания «Неформат» во главе с Шаповаловым.
Сопродюсер дуэта Елена Кипер говорила, что идея использования имиджа лесбиянок пришла ей после просмотра фильма «Покажи мне любовь» (швед. «Fucking Åmål», 1998) шведского кинорежиссёра Лукаса Мудиссона. Сюжет фильма основан на любви двух школьниц. Лена Катина утверждает, что образ лесбиянок придумал Шаповалов и подчёркивает, что её и Юлины родители не были против. Сергей Катин, отец Лены, особо отметил, его дочь никогда не была лесбиянкой, а «нетрадиционная сексуальная ориентация участниц группы — это удачный сценический имидж».

### 2000—2001
В конце 2000 года вышел сингл «Я сошла с ума», который в течение нескольких месяцев занимал первое место в хит-парадах российских радиостанций. В октябре вышел клип, сразу занявший первое место на MTV Russia. Над визуальным образом солисток совместно с Шаповаловым работал визажист Андрей Дрыкин. 14 декабря солистки группы дали первую пресс-конференцию в московской школе № 1113, где училась Юлия Волкова.
16 мая 2001 года компания «Неформат» подписала контракт с российским отделением Universal Music. По контракту группа должна выпустить 3 альбома. 21 мая того же года вышел альбом «200 по встречной» и видеоклип на песню «Нас не догонят». За первые два месяца альбом был продан официальным тиражом 500 тысяч копий. Всего за 2001 год официальные продажи альбома составили более 2 млн копий. Альбом, несмотря на русскоязычность, побил все рекорды популярности (60 тысяч проданных копий в первую неделю), причём не только в России, но и в Восточной Европе. В июне за песню «Я сошла с ума» группа награждена премией «Стопудовый хит» от радиостанции «Хит FM». В августе началась запись англоязычной версии альбома.
6 сентября 2001 года в Нью-Йорке группа получила премию MTV Video Music Awards в номинации Viewers' Choice — Best Russian Video за клип «Я сошла с ума». Вышел сингл и клип «30 минут», показанный с осени 2001 года по 2002 год по российскому телевидению более 3000 раз. MTV Russia признал клип «Я сошла с ума» лучшим музыкальным видео года. Группа отправилась в тур по России, Беларуси, Украине, Литве, Латвии, Эстонии, Словакии, Болгарии, Германии. Всего за 2001 год группа дала более 150 концертов в десятках городов. 17 ноября 2001 года в Кремле «Тату» были удостоены премии «Золотой граммофон».

### 2002—2003
В январе 2002 года «Тату» начали запись синглов английской версии альбома для выпуска в США («Not Gonna Get Us») и Германии («I’ve Lost My Mind»). В Манчестере процессом руководила F.A.F/Cap Com Production, продюсировавшая Sonique, Moby, Rammstein, Eskimos & Egypt, Steps. В Лондоне перезапись песен велась вместе с продюсером Тревором Хорном. Тревор Хорн позднее отметил, что пластинка ему «очень понравилась», сказав о солистках: «они очень милые. Тихие, приятные, дружелюбные, немного диковатые зверушки».
15 февраля 2002 года вышло переиздание альбома «200 по встречной» с новым треком «Клоуны» и с новыми ремиксами («30 минут» и «Мальчик-гей»). В первую неделю продажи составили 60 тысяч легальных копий. 15 мая 2002 года «Тату» получили премию Международной федерации производителей фонограмм «IFPI Platinum Europe Award» за миллион проданных в Европе копий альбома «200 по встречной». «Тату» стали первой в истории группой из России и Восточной Европы, получившей эту награду.
30 мая 2002 года состоялась презентация нового клипа «Простые движения». В июле начались съёмки видеоклипа для английской версии сингла «All the Things She Said» («Я сошла с ума»). Альбом «200 km/h in the Wrong Lane» вышел в США. В августе «Тату» поменяли название на t.A.T.u. в связи с тем, что в Австралии уже существовала группа «Tatu». 12 августа «Тату» выступили на пре-шоу церемонии вручения наград журнала Billboard в Лас-Вегасе (2002 Fox Billboard Bash).
3 сентября 2002 года «All the Things She Said» вышел на радио и музыкальных каналах Испании, Италии, Голландии, Швеции, Финляндии, Норвегии. В первый день в Италии он получил статус «золотого» (25 тыс. проданных копий). 10 сентября сингл вышел в США. 7 октября 2002 года в Западной Европе вышла англоязычная версия альбома «200 по встречной» под названием «200 km/h in the Wrong Lane», сразу став бестселлером. Группа отправилась в промотур по Европе. В течение промотура t.A.T.u. дали около 50 интервью, вышедшие на всех европейских языках.
14 ноября 2002 года группа исполнила хит «All the Things She Said» на церемонии вручения MTV Europe Music Awards. Клип попал в тяжёлую ротацию на MTV US и MTV UK, в Италии и Швеции сингл получил платиновый статус. Группа дала интервью Rolling Stone.
В феврале 2003 года «Тату» выступили на популярном телешоу американской телекомпании NBC «Tonight». На майках солисток было написано по-русски «Хуй войне!», нецензурная фраза антивоенного содержания. В это время на американском телевидении старались не допускать высказываний против войны в Ираке.
В начале мая 2003 года, несмотря на достигшие 500 тыс. экземпляров продажи альбома «200 km/h in the Wrong Lane», были отменены выступления группы в Лондоне и Манчестере. По словам организаторов концерта, причиной этому послужили плохие продажи билетов, на концерт на «Уэмбли Арена» с вместимостью 12 тыс. зрителей было продано около одной тысячи билетов. Как сообщал журнал «Эксперт», для рекламы концертов были привлечены пиар-компании, которые ориентировались на живущих в Британии русских и размещали рекламу в русскоязычных СМИ. Однако продюсер группы Иван Шаповалов, планировавший участие в выступлении 300 девочек в школьной форме, связал отмену концертов с давлением общественного мнения на организаторов концерта.
24 мая 2003 года «Тату» представляли Россию на конкурсе «Евровидение» в Риге с песней «Не верь, не бойся, не проси». Организаторы конкурса предупредили, что в случае хулиганства группа будет дисквалифицирована. Группа заняла третье место (164 балла), после Турции (167 баллов) и Бельгии (165 баллов). Со стороны Великобритании и Ирландии группа получила 0 баллов, при этом в Ирландии телефонное голосование было заменено голосованием национального жюри по техническим причинам (несогласованность между ирландским провайдером и каналом RTE). Российский «Первый канал» попытался опротестовать результаты, назвав оценки «неправдоподобно низкими», и потребовал опубликовать результаты национального голосования. Однако телекомпания RTE заявила, что результат в любом случае остаётся прежним. Европейский вещательный союз отклонил претензии «Первого канала».
В 2003 году «Тату» получили свою вторую премию Международной ассоциации производителей фонограмм «IFPI Platinum Europe Award» за миллион проданных в Европе копий альбома «200 km/h in the Wrong Lane». Группа заняла второе место в национальном хит-параде Франции и первое место в чартах Великобритании. В октябре «Тату» стали призёрами World Music Awards в номинациях «лучшая мировая поп-группа», «лучший мировой дуэт» и «лучшая танцевальная группа». Шаповалов предложил во время церемонии вручить участницам настоящие автоматы с холостыми патронами, которыми Юля и Лена должны были «расстрелять» зал. Однако организаторы выдали игрушечные автоматы, в результате группа отказалась от участия и не получила призы. Дуэт также отказался участвовать в борьбе за премию MTV Europe Music Awards в номинации Best Russian Act (лучший исполнитель России). В своём заявлении «Тату» объяснили поступок тем, что в 2001 году они уже становились победителем в этой номинации и хотят дать возможность победить другим исполнителям. Набранные голоса зрителей MTV «Тату» просили передать группе «Ленинград» и Сергею Шнурову, однако в ответном заявлении телеканала говорилось, что это запрещено.
В декабре 2003 года прошли два концерта в Токио на концертной площадке Tokyo Dome. В Токио «Тату» встретились в прямом эфире канала Nippon Television с премьер-министром Японии Дзюнъитиро Коидзуми, лидером Демократической партии Наото Каном и кинематографистом Такэси Китано.
2003 год стал годом пика популярности группы в мире. «Тату» уверенно занимали первые места в хит-парадах европейских стран. По итогам года дебютный альбом «Тату» получил статус «золотого диска» в Англии, Южной Африке, Корее, Сингапуре, Германии, Австрии, Швейцарии, Франции, Испании, Мексике, «платинового диска» в Тайване, Финляндии, Польше, Италии, «дважды платинового диска» в Гонконге, Чехии, Канаде. «Тату» устанавливают также абсолютный рекорд по объёму продаж в Японии — 1,8 млн экземпляров альбома «200 km/h in the Wrong Lane», побив рекорды по объёмам продаж дисков The Beatles, Майкла Джексона и Мадонны. Общий объём продаж первого альбома, по данным главы российского отделения Universal Дмитрия Коннова, составил 4,3 млн экземпляров по всему миру и «несколько сотен тысяч» в России и СНГ.

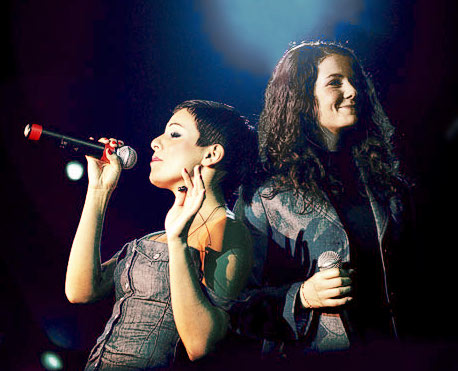
Выступление группы в клубе «Гауди Арена», Москва, 28 октября 2005 года. Фотограф — Алексей Родин

Немецкая рок-группа Rammstein планировала записать совместно с «Тату» песню Moskau из своего альбома Reise, Reise, однако переговоры окончились безрезультатно.

### 2004—2006

Кадр из клипа «All About Us»

В январе 2004 года на телеканале СТС начался показ шоу «„Тату“ в Поднебесной»: предполагалось, что в режиме реалити-шоу будет показана работа дуэта над новым альбомом. Съёмки проходили в гостинице «Пекин» на Триумфальной площади в Москве, финалом должен был стать релиз второго альбома группы. Но в результате Юля и Лена разорвали отношения с продюсером Иваном Шаповаловым. Шаповалов сложил полномочия гендиректора компании «Неформат», которой принадлежал бренд «Тату», название группы осталось за певицами. «Неформат» был реорганизован, и его остатки превратились в «Фонд ШаповаLOVE». После этого девушки решили продолжать музыкальную карьеру самостоятельно. В деятельности группы наступил заметный спад. Направление дальнейшего пути под вопросом, работа откладывается в связи с беременностью Юли Волковой. 23 сентября 2004 года Юля Волкова родила девочку Викторию.
Планировалось, что группа станет прототипом персонажей полнометражного аниме-фильма «t.A.T.u. Paragate», но проект не был реализован.
В январе 2005 года на студии Village в Лос-Анджелесе «Тату» начали работать над новым альбомом «Люди-инвалиды». Название международной версии альбома — «Dangerous and Moving». Хотя официальный релиз англоязычной версии альбома состоялся только осенью, ещё в конце августа его можно было найти в интернете, куда он попал, по всей видимости, после рассылки промоальбомов Universal’ом. «Dangerous and Moving» имел небольшой успех, добравшись лишь до 79 позиции в хит-параде Англии, 12 — в Германии, 131 — в США (Billboard), 10 — Японии, задержавшись там на совсем непродолжительный срок. Тем не менее, второй альбом получил статус «золотого» в Мексике, Тайване и России.
В поддержку альбома «Dangerous and Moving» группа устроила масштабный промотур, «Тату» дали многочисленные интервью европейской музыкальной прессе, а также посетили Японию и, впервые, страны Южной Америки (Аргентина, Бразилия). Промотур, запомнившийся многим фанатам, длился несколько месяцев.
В 2005—2006 годах «Тату» дали несколько концертов в странах Балтии, а также Германии (клубное выступление), Швейцарии (фестиваль), Финляндии (фестиваль), Молдове (клубное выступление), Армении, Мексике, Бельгии (фестиваль для школьников), Корее, Тайване (фестиваль), Японии (клубные выступления), а также провели масштабный тур «Dangerous and Moving Tour» по городам России и Украины. Однако сокращение числа фанатов, вызванное активным опровержением группой своего лесбийского прошлого и отсутствием легкодоступного для понимания имиджа, помноженное на низкий профессионализм первоначального организатора концертов, который оказался неспособен оценить ситуацию и правильно построить рекламную кампанию, привело к регулярным срывам концертного графика и полупустым залам. На данном этапе Юля и Лена продолжали повсеместно опровергать, что между ними когда-либо были глубокие чувства (потеряв, таким образом, ещё какое-то количество старых поклонников), и называли всё происходившее отношениями («любовью») между двумя сёстрами или подругами.
Всего из альбома «Dangerous and Moving» было выпущено 3 сингла: «All About Us», «Friend or Foe», «Gomenasai» и промосингл для радиостанций «Loves Me Not». Для раскручивания альбома «Люди-инвалиды» был подготовлен и пущен в ротацию единственный радио-сингл на песню «Люди-инвалиды».
Сингл «All About Us» попал в топ-10 большинства европейских чартов. Однако следующий сингл «Friend or Foe» не смог повторить успеха, был выпущен в Англии, где достиг только 48 позиции (вероятно, из-за плохого промоушена и отсутствия радио-ротаций), а также Италии, Греции и Швейцарии. Непонятной остается столь значительная задержка при выходе второго сингла лишь в январе-феврале 2006 года, хотя первоначально его планировалось выпустить ещё в начале декабря 2005. После неудачи, постигшей сингл в Англии, его релиз был отменён в Европе в целом.
Сингл «Gomenasai» был выпущен весной 2006 года в Германии, где он смог попасть только в топ-30, правда, безо всякого промоушена вообще, единственной презентацией сингла было выступление на немецком Bravo Supershow 6 мая. Почти одновременно в Германии начинает раскручиваться песня американской рэп-группы Flipsyde, которые использовали для своей композиции «Happy Birthday» семплы и оригинальные вокальные партии Юли и Лены из «Gomenasai» (обе группы пишутся на лейбле Interscope). Для презентации сингла «Happy Birthday», а также в какой-то степени и сингла «Gomenasai» — «Тату» и Flipsyde дали несколько совместных выступлений на немецком телевидении.

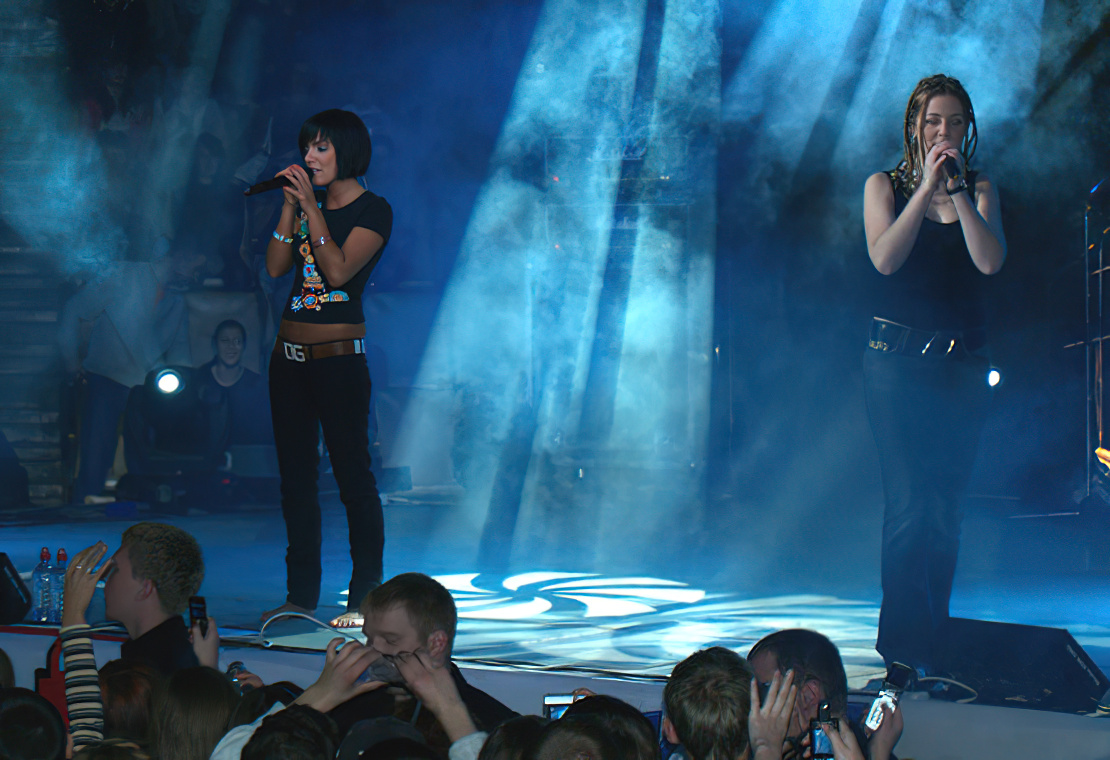
«Тату» в Кирове, 31 октября 2006 года

В США были отсняты 4 видеоклипа («All About Us», «Люди-инвалиды», «Friend or Foe», «Gomenasai»), в качестве видеоряда для «Loves Me Not» было использовано живое выступление, которое группа дала во время осеннего промотура в клубе G.A.Y. (Париж, Франция). Альбом «Люди-инвалиды» всё же получил платиновый диск Национальной федерации производителей фонограмм. Продажи альбома составили менее 500 тысяч экземпляров в мире и около 200 тысяч в СНГ. Universal Music рассчитывал продать новый альбом тиражом не менее 3 млн копий по всему миру.
В августе 2006 года «Тату» и Universal Music прекратили своё сотрудничество. На прощание Interscope решил выпустить сборник хитов и лучших песен «t.A.T.u. The Best», записанных группой за всё их время существования. Релиз состоялся осенью 2006 года.
В ноябре 2006 года уполномоченный по правам человека в Республике Коми Леонид Вокуев обвинил группу в том, что надпись в буклете альбома «Люди-инвалиды» является оскорбительной для инвалидов. По этому поводу состоялось обсуждение в эфире ток-шоу ОРТ. В мае 2007 года представители Universal Music признали, что в тексте были «словесные формулировки и сравнения, обидные для восприятия определённой категорией людей».
Согласно рейтингу российской версии журнала Forbes, в 2005 году группа заработала 3,3 млн долларов, в 2006 году — 1,4 млн долларов.

### 2007—2009
В январе 2007 года Юля и Лена участвовали в записи вокальных партий для некоторых демонстрационных версий песен нового альбома, которая проходила в Германии. В записи принимал участие Свен Мартин, который с 2002 года является музыкальным директором и клавишником группы. Группа продолжила работу над своим третьим студийным альбомом в Лос-Анджелесе. По словам одной из участниц — Юли Волковой — «альбом будет менее загрузочным».
Новый альбом группы, как и раньше, имел две версии — русскую и английскую. Рабочим названием третьей пластинки было «Управление отбросами» (Waste management), её релиз предварительно намечался на осень-зиму 2007 года, однако вторая беременность Юли Волковой и ряд внешних причин отодвинули дату релиза.
В конце июня группа представила свою новую песню «Не жалей», которая вошла в новый альбом, но не была выпущена в качестве сингла. В качестве первого сингла из альбома «Управление отбросами» была выпущена песня «Белый плащик», видео для которой отснято в октябре.
В мае 2007 года солистки группы прервали запись третьего альбома, чтобы поддержать проведение гей-парада в Москве. После запрета шествия столичными властями участницы группы совместно с депутатом Госдумы России Алексеем Митрофановым появились у здания мэрии Москвы, где проходила акция представителей секс-меньшинств. Волкова заявила, что из-за имевшего места избиения граждан она не будет больше участвовать в парадах.
В июле Юля и Лена принимали участие в съёмках фильма «Ты и я» режиссёра Ролана Жоффе, в основу сценария картины легла книга депутата Алексея Митрофанова и студентки РГГУ Анастасии Моисеевой «Тату Кам Бэк». Главные роли в фильме исполнили голливудские актрисы Шантель ван Сантен и Миша Бартон. Лента рассказывает историю двух девушек — семнадцатилетней американки и её русской сверстницы из небольшого провинциального городка, которые встречаются в Москве, чтобы вместе пойти на концерт любимой группы «Тату» Премьера фильма состоялась в рамках внеконкурсной программы 61-го Каннского кинофестиваля в мае 2008 года.
12 сентября на японском подразделении интернет-магазина Amazon состоялся «виртуальный» релиз первого концертного DVD «Truth: Live in St. Petersburg», который первоначально планировался на сентябрь 2006 года. Диск был выпущен японским лейблом «Неформат» (Neformat Music Japan).

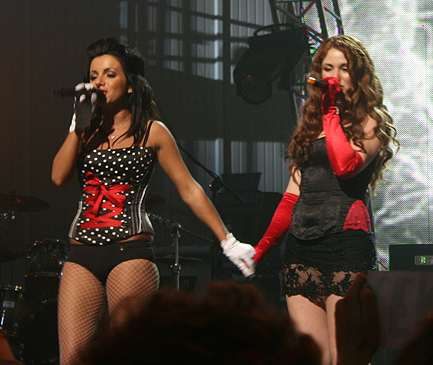
«Тату» в Варшаве на VIVA Comet, 2 октября 2008 года

2 октября t.A.T.u. начали съёмки нового видео на песню «Белый плащик» в Лос-Анджелесе.
Песня становится пре-синглом альбома «Управление отбросами». 29 ноября состоялась премьера «Белого плащика» на MTV Россия. Релиз русскоязычной версии третьего альбома группы был запланирован на 25 декабря 2007 года. Однако 12 декабря было объявлено, что релиз переносится на апрель 2008 года. 27 декабря 2007 года у Юли родился сын, которого позже назвали Самир.
6 марта 2008 года состоялся концерт группы в Санта-Барбаре, 28 марта в Дубае, где певицам запретили обниматься на сцене. В апреле был отменён запланированный концерт в Минске. Выход макси-сингла «Белый плащик» был намечен на середину мая 2008 года. 25 апреля второй сингл из альбома «Управление отбросами» «220» попал в радио ротацию «Русского радио».
1 сентября 2008 года название альбома «Управление отбросами» было изменено на «Весёлые улыбки». Премьера третьего сингла «You and I» состоялась 12 сентября 2008 на Love Radio и на официальной страничке группы MySpace.
21 октября 2008 года в свет вышел третий студийный альбом «Весёлые улыбки», который в рейтинге продаж российского издания журнала Billboard занял 7 место. 28 ноября на церемонии MTV Russia Music Awards-2008 группа получила награду «Легенда MTV».
21 марта 2009 года представитель менеджмента группы в своём блоге заявил, что обе певицы планируют начать сольные карьеры (Лена Катина — при поддержке действующей команды). По его словам, в декабре 2008 года на совещании Волковой, Катиной и их продюсера Бориса Ренского было принято «единогласное решение о прекращении функционирования t.A.T.u. „full time“». Как отметил представитель группы: «из этических соображений я не буду касаться причин и скажу лишь, что они не связаны ни с творческим, ни с коммерческим аспектами». Кроме того, в конце 2008 года была приостановлена работа над международным альбомом и прекращены переговоры с лейблами. В ближайшее время группа планирует выпустить очередной видеоклип, специальное издание альбома «Весёлые улыбки». Относительно Волковой было сказано, что «Юля совершенно самостоятельно будет заниматься своей жизнью и карьерой, по крайней мере, без участия менеджмента t.A.T.u.».
17 апреля вышел четвёртый сингл из альбома «Весёлые улыбки» — «Снегопады». 12 мая группа выступила в качестве гостей в полуфинале песенного конкурса «Евровидение 2009» с песней Not Gonna Get Us. 13 июля на MTV Baltic состоялась премьера первого международного сингла группы, англоязычная версия песни «Снегопады» под названием «Snowfalls».
Клип на первый сингл «White Robe», вышедший в Бразилии и Аргентине в конце ноября, из англоязычного издания альбома t.A.T.u. «Весёлые улыбки», достиг первого места в ежедневном чарте LAB DISK на MTV Brazil. Видео обошло такие хиты, как «Broken Hearted Girl» Бейонсе (Beyoncé) и «Automatisch» Tokio Hotel, расположившиеся на втором и третьем местах.
15 декабря состоялся международный релиз пластинки Waste Management. На физическом носителе диск вышел в России, Бразилии, Аргентине, Чили и Колумбии. В остальных странах мира прошёл цифровой релиз.

### 2010—2021
13 апреля состоялась премьера второго промосингла с Waste Management — «Sparks». 30 мая и 12 июня 2010 года состоялись первые сольные выступления Лены Катиной.
В конце марта 2011 года руководство t.A.T.u. выпустило пресс-релиз на своем официальном сайте, объявив о прекращении существования t.A.T.u.. Из-за конфликтов между девушками и желания обеих заняться сольной карьерой, дуэт был официально объявлен распущенным. Они завершили дискографию дуэта двойным альбомом ремиксов для Waste Management. Руководство поблагодарило поклонников за их преданность на протяжении последних двенадцати лет истории дуэта.
После распада группа решила сосредоточиться на своих сольных карьерах, как в музыке, так и в кино. В августе 2011 года Лена представила свой дебютный сольный сингл «Never Forget», который в итоге занял первое место в американском чарте Hot Dance Club Songs на одну неделю. Волкова также работала над своим студийным альбомом и выпустила два сингла: «All Because of You» и «Didn’t Wanna Do It», но они не вызвали интереса в музыкальных чартах. В следующем году она подтвердила, что будет сниматься в чёрном комедийном фильме о зомби «9 1/2 Zombies», где она играет главную героиню.
В 2012 году в интервью журналу «Rolling Stone» Лена Катина сказала, что они с Юлей Волковой не общаются уже около двух лет. Там же заявила, что реюнион возможен, но не сейчас.
12 ноября 2012 года американская звукозаписывающая компания «Cherrytree Records» выпустила мировое переиздание альбома 200 km/h in the Wrong Lane (10th Anniversary Edition), пластинка приурочена к 10-летию релиза альбома 200 km/h in the Wrong Lane. Также Катина и Волкова 11 декабря 2012 года совместно выступили как группа t.A.T.u. в финале румынской версии телешоу «Голос» в поддержку переиздания альбома 200 km/h in the Wrong Lane. Спустя 2 дня солистки появились вместе на шоу «Вечерний Ургант», а позже неоднократно появлялись вместе на радиоэфирах.
25 апреля 2013 года состоялся первый концерт группы после распада. Во время своего концерта Лена и Юля исполнили 13 песен из трёх студийных альбомов группы, некоторые песни совместно исполнялись в первый раз («Running Blind», «Fly on the Wall»). 17 октября 2013 года состоялась премьера рекламного ролика Snickers Japan с t.A.T.u, который за считанные дни набрал миллион просмотров на YouTube. 22 ноября 2013 на канале НТВ состоялась премьера передачи о t.A.T.u. «Жизнь, как песня». Юля рассказала о своей беременности, почему ни разу не была замужем и зачем приняла ислам, а Лена рассказала об отношениях с мужем, почему не пригласила Юлю Волкову на свадьбу и что делала для того, чтобы похудеть.
7 февраля 2014 года дуэт выступил на церемонии открытия Зимней Олимпиады-2014, в Сочи, наряду с пианистом-виртуозом Денисом Мацуевым и оперной певицей (сопрано) Анной Нетребко, которая также исполнила олимпийский гимн. 18 февраля 2014 года Елена Катина разместила на своём официальном канале видеообращение о том, что она больше не будет работать вместе с Юлией Волковой и что t.A.T.u вновь прекращает своё существование. Спустя три дня, 20 февраля 2014 года, Юлия Волкова разместила ответное видеообращение, в котором раскритиковала ранее выложенное обращение Елены Катиной к поклонникам и потребовала объяснить его смысл. 5 марта 2014 года Юлия Волкова разместила ещё одно видеообращение, в котором заявила, что несмотря на существующие разногласия между участницами дуэта, она по-прежнему не исключает дальнейшее сотрудничество с Еленой Катиной.
12 декабря 2014 Лена и Юля появились вместе на передаче «Прямой Эфир», посвящённой их бывшему продюсеру Ивану Шаповалову, и больше не виделись.
19 мая 2016 года по случаю юбилея детского коллектива «Непоседы» спустя 1,5 года в ГЦГЗ Россия была исполнена песня «Нас не догонят».
25 июня 2019 года The New York Times Magazine назвал «Тату» среди сотен исполнителей, чей материал, как сообщается, был уничтожен во время пожара в Universal Studios Hollywood 2008 года.
8 июня 2021 года продолжительное интервью и документальный фильм об истории t.A.T.u. под названием «ТАТУ: 20 лет спустя! Главная российская группа в мире» был опубликован на YouTube на канале журналистки Ксении Собчак. В документальном фильме рассказывается о создании группы, её прошлых противоречиях, о том, как развивалась личная жизнь и карьера Катиной и Волковой после ТАТУ. В фильм также вошли интервью бывшего продюсера ТАТУ Ивана Шаповалова и мамы Лены Катиной. Катина и Волкова были опрошены отдельно, так как Катина отказалась от общего интервью. Интервью/документальный фильм стал самым популярным видео на российском YouTube на следующий день после публикации.
Осенью 2021 года в честь 20-летия первого альбома группы вышел трибьют-альбом. Популярные песни группы перепели больше 20 российских исполнителей разных поколений: с одной стороны — Алла Пугачёва, София Ротару и Дмитрий Маликов, а с другой — Клава Кока, Монеточка, группа «Нервы» и другие.

### 2022—2025: Воссоединения
Лена Катина объявила, что t.A.T.u. вернутся на сцену в 2022 году. Они приняли участие в трибьют-концерте t.A.T.u., который первоначально должен был состояться в 2021 году. Однако из-за постоянных проблем, связанных с продолжающейся пандемией, они решили отложить его до весны 2022 года.
Кроме того, Юлия Волкова объявила в своём аккаунте в Instagram, что она и Лена Катина воссоединятся для специального концерта в Минске в сентябре. 3 сентября 2022 года группа t.A.T.u. выступила в качестве хедлайнера проекта Ovion Show на стадионе «Динамо» в Минске.
7 мая 2023 года группа t.A.T.u. выступила в Санкт-Петербурге на Газпром Арене перед началом футбольного матча «Зенит» — «Спартак», исполнив песню Нас не догонят.
Два года спустя,  в мае 2025 года, солистки объявили в своём аккаунте в Instagram, что группа t.A.T.u. воссоединится для эксклюзивного концерта в Крыму в июле.

## Критика
Деятельность группы подвергалась критике с различных сторон, что было связано с выбранным имиджем, скандальным поведением и заявлениями участниц (выступления в нижнем белье в клубах и на концертах, употребление нецензурной лексики в интервью, провокационные фотографии).
После выхода на западный рынок первого клипа группы, где девушки целуются, их творчество привлекло внимание музыкальных критиков. Издание Billboard писало: «„All the Things She Said“ — песня, наполненная силой, противостоящей тоске и унынию, с завораживающим, мощным звучанием синтезаторов. Юный, категоричный, мощный и многообещающий дебют». Журналисты New Musical Express отмечали: «Продюсеры удачно выстроили и музыкальную линию, и скандальную, чтобы музыка хорошо продавалась».
В Великобритании мишенью ряда критиков в имидже группы стал возраст солисток: некоторые общественные деятели и телеведущие призвали к запрету трансляции видеоклипа «Я сошла с ума», обвинив «Тату» в «пропаганде педофилии». Так, телеведущий Ричард Мэдли назвал дуэт «тошнотворным», охарактеризовав клип на песню «All the Things She Said» как «эталон сладких грёз всех британских педофилов». С другой стороны, обозреватель The Daily Telegraph Ник Коуэн говорил: «Весь этот шум отвлекает от их музыки, которая совсем неплоха. Она имеет больше уровней, чем можно предположить. Если поначалу синтетически-проникновенный звук кажется примитивным, то вскоре вы с удивлением обнаруживаете ревущие гитары и жёсткий роковый ритм».
После премьеры песни «Люди-инвалиды» и клипа на неё группу обвинили в оскорблении людей с ограниченными возможностями. Поводом для этого стала строчка из песни: «Потерянных не ждут, печальных не хотят. Такие не живут, их топят, как котят», а также то, что в клипе в массовке были задействованы настоящие инвалиды: человек без руки и колясочник. Юля и Лена отвергли все обвинения и утверждали, что их песня об инвалидах не в физическом плане, а в моральном: чёрствых, бездушных, эгоистичных людях.

## Состав
- Юля Волкова — вокал (1999—2011, 2012—2014, 2016, 2022, 2023, 2025)
- Лена Катина — вокал (1999—2011, 2012—2014, 2016, 2022, 2023, 2025)

Музыканты
- Свен Мартин — клавишные, музыкальный директор (2002—2011)
- Трой Маккаббин — гитары (2002—2010)
- Метью Венслаускас— гитары (2010—2011)
- Роман Рейтедж — ударные (2003—2006)
- Стив «Бумстик» Уилсон — ударные (2006—2011)
- Доман Ваджевец — бас-гитара (2006—2011)
- Катя Нечаева — вокал (2003)[93]

## Дискография
- 2001 — «200 по встречной»
- 2002 — «200 km/h in the Wrong Lane»
- 2005 — «Dangerous and Moving»
- 2005 — «Люди-инвалиды»
- 2008 — «Весёлые улыбки»
- 2009 — «Waste Management»